# Wan Chai (stacja MTR)
Wan Chai (chiński: 灣仔) – jedna ze stacji MTR, systemu szybkiej kolei w Hongkongu, na Island Line. Została otwarta 31 maja 1985. 
Znajduje się na wyspie Hongkong, w dzielnicy Wan Chai.